# کیرالاگولا
کیرالاگولا (به لاتین: Kiralagolla) یک منطقهٔ مسکونی در سری‌لانکا است که در استان مرکزی (سری‌لانکا) واقع شده‌است.